# Loisieux
Loisieux is een gemeente in het Franse departement Savoie (regio Auvergne-Rhône-Alpes) en telt 131 inwoners (1999). De plaats maakt deel uit van het arrondissement Chambéry.

## Geografie
De oppervlakte van Loisieux bedraagt 9,4 km², de bevolkingsdichtheid is 13,9 inwoners per km².
De onderstaande kaart toont de ligging van Loisieux met de belangrijkste infrastructuur en aangrenzende gemeenten.

## Demografie
Onderstaande figuur toont het verloop van het inwonertal (bron: INSEE-tellingen).

## Bezienswaardigheden
- Geboortehuis Meester Philippe